# Renska palača
Renska palača (francosko Palais du Rhin) je nekdanja cesarska palača v nemški severovzhodni četrti Strasbourga (Neustadt) na Trgu republike (Place de la République, nekdanji Kaiserplatz) in vzbuja občudovanje s svojo masivno kupolo. Velika stavba, okoliški park in tudi sosednja konjušnica so izjemen mejnik pruske arhitekture 19. stoletja.

## Zgodovina
Po francosko-pruski vojni so se odločali, kakšno stavbo zgraditi za uradno cesarsko prebivališče. Po obširni razpravi je bil izbran načrt neorenesančne oblike, ki se zgleduje po palači Pitti v Firencah. Arhitekt je bil Hermann Eggert (1844–1920), ki je med drugim že zgradil Observatorij v Strasbourgu.
Gradnja se je začela 22. marca 1884 v čast 87. rojstnega dne Viljema I. in je trajala pet let. Projekt je bil deležen precej kritik z mnogimi dvomi o potrebnosti in uporabi stavbe, njenem videzu ter njeni ceni (tri milijoni mark).
Palačo je odprl Viljem II. avgusta 1889. Do leta 1914 jo je obiskal dvanajstkrat.
Med prvo svetovno vojno je bila stavba spremenjena v vojaško bolnišnico, leta 1920 je dobila svoje sedanje ime, ko se je vanjo preselila najstarejša evropska ustanova, Centralna komisija za plovbo po Renu.
Leta 1923 je palača prešla v roke francoske države in je danes sedež Oddelka za likovno umetnost in nacionalno pohištvo cesarske pokrajine Alzacije in Lorene.
Med letoma 1940 in 1945 so jo nacisti preoblikovali v sedež poveljstva ("Kommandantur"), nato jo je ponovno zasedla vojska generala Leclerca in je postala njegov glavni štab. V njej je napisal razglas, s katerim je napovedal uresničitev svoje prisege v Kufri, da se bo boril, dokler ne bo francoska zastava znova zaplapolala s stolnice v Strasbourgu in Metzu.
V 1970-ih je palači grozilo uničenje, a so jo leta 1993 uvrstili med zgodovinske spomenike.
V francoski televizijski nadaljevanki "La Résistance" leta 2008 je bila palača sedež pariškega gestapa (v resnici je bil v palači Lutetia). 

## Galerija
- Pediment nad vhodom
- Glavno stopnišče
- Kasetirani strop v sprejemnici
- Kasetirani strop s cesarskim orlom
- Kupola nad sprejemno dvorano
- Obok nad plesno dvorano
- Konjušnica
- Detajl konjušnice